# برات آند ويتني آر-2180-إي-توين واسب إي
برات آند ويتني آر-2180-إي-توين واسب إي محرك طائرة شعاعي، صُنع في الولايات المتحدة بواسطة برات أند ويتني.
تكون المحرك من صفين من الأسطوانات، وأُنتج فقط في طائرة ساب 90 سكانديا بعد الحرب العالمية الثانية.

## التصميم والتطوير
كان محرك أر-2180-إي طراز مبسط مكون من 14 أسطوانة لمحرك برات آند ويتني آر-4360 واسب ماجور المكون من 28 أسطوانة، وكانت سعة المحرك مساوية لسعة واسب ماجور.
توفر محرك أر-2180-إي توين واسب إي على شكل «بيضة القدرة» في عام 1945، للاستخدام في طائرة دوجلاس دي سي-4 كتحديث لمحركها.

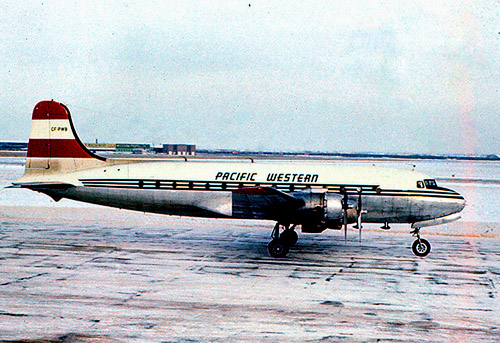
دوجلاس دي سي-4

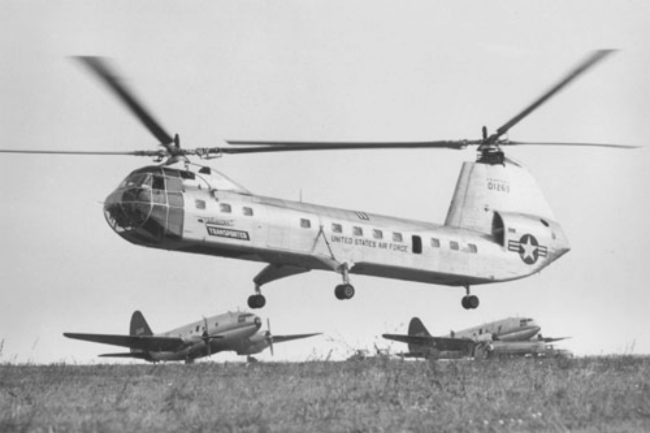
بياسكي واي إتش-16 ايه

## التطبيقات
- بياسكي إتش-16 ترانسبورتر (بياسكي واي إتش-16 ايه)
- ساب 90 سكانديا

## المواصفات (أر-2180-إي 1)

### مواصفات عامة
- النوع: محرك طائرة شعاعي مكون من 14 أسطوانات في صفين، ومزود بشاحن توربيني فائق ويُبرد بالهواء.
- قطر الأسطوانة: 146 مم.
- الشوط: 152 مم.
- سعة المحرك: 35.7 لتر.
- الطول: 194 سم.
- القطر: 137 سم.
- الوزن الصافي: 850 كجم.

### المكونات
- نظام الوقود: مكربن طراز سترومبرج ايه أر-48 سي 1
- نوع الوقود: وقود ذو رقم أوكتان 100\130
- نظام التبريد: تبريد بالهواء.

### الأداء
- القدرة الناتجة: 1500 حصان عند الإقلاع، والقدرة المستمرة 1400 حصان.
- نسبة الانضغاط: 1:7

## مزيد من القراءة
- Gunston, Bill (2006). World Encyclopedia of Aero Engines, 5th Edition. Phoenix Mill, Gloucestershire, England, UK: Sutton Publishing Limited. ISBN 0-7509-4479-X.

## روابط خارجية
- محركات الطائرات المكبسية